# Мо’Ник
Мони́к А́нджела Эймс (англ. Monique Angela Imes; род. 11 декабря 1967), известная как Мо’Ник (англ. Mo'Nique), — американская актриса и комедиантка. Обладательница премий «Оскар», BAFTA, «Золотой глобус», «Независимый дух» и Премии Гильдии киноактёров США за роль в фильме «Сокровище» (2009).

## Ранние годы
Мо’Ник родилась в Вудлоуне, штат Мэриленд в семье Стивена Эймса-мл., советника по наркотикам, и Элис Эймс, инженера. Она — младшая из четырёх детей. Она окончила Milford Mill High School в Балтиморе и Morgan State University. В 1987 году окончила «Институт радиовещания штата Мэриленд».

## Карьера
До начала актёрской карьеры Мо’Ник работала телефонным оператором. Она добилась успеха благодаря главной роли в ситкоме UPN «Паркеры», где снималась с 1999 по 2004 год. С тех пор она снялась в нескольких афро-американских кинофильмах, до успеха с ролью в «Сокровище». В 2009 году она запустила собственное шоу на BET. Проект был закрыт в 2011 году.
В 2010 году Мо’Ник выиграла премию «Оскар» и множество других наград за роль злобной матери главной героини в исполнении Габури Сидибе в фильме Ли Дэниелса «Сокровище». Тем не менее после этого Мо’Ник последующие пять лет не появлялась на экранах. В интервью 2015 года она заявила, что за роль в фильме она получила лишь пятьдесят тысяч долларов и студия-производитель фильма Lionsgate в ходе его рекламной кампании отказалась оплачивать её поездку в Канны. Мо’Ник из-за этого снискала славу проблемной в работе актрисы, что стоило ей ролей в Голливуде. Ли Дэниэлс однако предложил ей роль жены в фильме «Дворецкий» и бабушки в байпике о жизни Ричарда Прайора. Обе роли в итоге отошли к Опре Уинфри.
В 2014 году Мо’Ник сыграла роль религиозной матери подростка-гея в независимом фильме «Чёрный дрозд». Также она снялась с Куин Латифой и Ханди Александер в биографическом фильме HBO «Бесси» о жизни Бесси Смит, играя Ма Рейни. Роль принесла ей признание от критиков и номинацию на «Эмми». Вскоре после этого Мо’Ник вернулась на большой экран с ролью в комедийной драме Universal Pictures «Рождество Майерсов» с Кимберли Элиз и Габриэль Юнион.

## Личная жизнь
Мо’Ник второй раз замужем, имеет троих детей. Первый супруг — Марк Джексон. Были женаты с 1997 по 2001 год. От этого брака у Мо’Ник есть сын Шэлон Джексон (род. 1990). Второй супруг — Сидни Хикс, актёр. Женаты с 20 мая 2006 года. В этом браке Мо’Ник родила ещё двух сыновей — близнецов Джонатана Хикса и Дэвида Хикса (род. 3 октября 2005).

## Частичная фильмография
| Год       |    | Русское название                        | Оригинальное название        | Роль                  |
| --------- | -- | --------------------------------------- | ---------------------------- | --------------------- |
| 1999—2000 | с  | Мойша                                   | Moesha                       | Николь «Никки» Паркер |
| 1999—2004 | с  | Паркеры                                 | The Parkers                  | Николь «Никки» Паркер |
| 2000      | ф  | Третья отсидка                          | 3 Strikes                    | Дейлия                |
| 2001      | с  | Хьюли                                   | The Hughleys                 | Николь «Никки» Паркер |
| 2001      | ф  | Малыш                                   | Baby Boy                     | Пэтрис                |
| 2001      | ф  | Игра для двоих                          | Two Can Play That Game       | Дидра                 |
| 2002      | ф  | Ни жив ни мёртв                         | Half Past Dead               | девушка Твитча        |
| 2003      | тф | Заборы                                  | Good Fences                  | Рут Крисп             |
| 2004      | ф  | Улётный транспорт                       | Soul Plane                   | Ямика                 |
| 2004      | ф  | Магазинчик красоты                      | Hair Show                    | Пичес Уиттакер        |
| 2004      | ф  | Война теней                             | Shadowboxer                  | Прешес                |
| 2004      | с  | Шоу Берни Мака                          | The Bernie Mac Show          | Линетт                |
| 2005      | ф  | Домино                                  | Domino                       | Латиша Родригес       |
| 2006      | ф  | Толстушки                               | Phat Girlz                   | Джазмин Билтмор       |
| 2006      | ф  | Пивной бум                              | Beerfest                     | Черри                 |
| 2006      | мс | Ох, уж эти детки!                       | Rugrats: Tales from the Crib | тётушка Му            |
| 2007      | ф  | Фарс пингвинов                          | Farce of the Penguins        | Вики                  |
| 2007      | с  | Части тела                              | Nip/Tuck                     | Иветта Уошингтон      |
| 2007      | с  | Дурнушка                                | Ugly Betty                   | Л’Аманда              |
| 2007      | мс | Гетто                                   | The Boondocks                | Ямика                 |
| 2008      | ф  | Добро пожаловать домой, Роско Дженкинс! | Welcome Home Roscoe Jenkins  | Бетти                 |
| 2009      | ф  | Степ: Фильм                             | Steppin: The Movie           | тётя Карла            |
| 2009      | ф  | Сокровище                               | Precious                     | Мэри Ли Джонстон      |
| 2014      | ф  | Чёрный дрозд                            | Blackbird                    | Клэр Руссо            |
| 2015      | ф  | Бесси                                   | Bessie                       | Ма Рейни              |
| 2016      | ф  | Рождество Майерсов                      | Almost Christmas             | тётя Мэй              |

## Награды
- 2010 — «Оскар» за лучшая женская роль второго плана — «Сокровище»
- 2010 — BAFTA за лучшую женскую роль второго плана — «Сокровище»
- 2010 — «Золотой глобус» за лучшую женскую роль второго плана — «Сокровище»
- 2010 — «Независимый дух» за лучшую женскую роль второго плана — «Сокровище»
- 2010 — Премия Гильдии киноактёров США за лучшую женскую роль второго плана — «Сокровище»